# Stanley Baker
William Stanley Baker (ur. 28 lutego 1928 w Ferndale, zm. 28 czerwca 1976 w Maladze) – walijski aktor filmowy, teatralny i telewizyjny oraz producent filmowy. Znany ze swojego surowego wyglądu i intensywnej, ugruntowanej postaci na ekranie; był jedną z czołowych brytyjskich gwiazd filmowych późnych lat 50., a później producentem.
Karierę aktorską rozpoczął na West Endzie. Odtwórca roli szeregowca „Butchera” Browna w sensacyjnym dramacie wojenno–przygodowym J. Lee Thompsona Działa Navarony (1961). W 1962 zaproponowano mu rolę Jamesa Bonda w filmie Doktor No, ale odrzucił ją.
W 1976 otrzymał tytuł szlachecki. Niedługo potem zmarł na raka płuca.

## Filmografia
- Kapitan Hornblower (1951) jako pan Harrison
- Okrutne morze (1953) jako Bennett
- Rycerze Okrągłego Stołu (1953) jako sir Modred
- Ryszard III (1955) jako Henryk, hrabia Richmond
- Helena Trojańska (1956) jako Achilles
- Aleksander Wielki (1956) jako Attalus
- Gniewne wzgórza (1959) jako Conrad Heisler
- Inspektor Morgan prowadzi śledztwo (1959) jako inspektor Morgan
- Wczorajszy wróg (1959) jako kpt. Langford
- Działa Navarony (1961) jako Brown
- Ostatnie dni Sodomy i Gomory (1962) jako Astaroth
- Zulu (1964) jako porucznik John Chard (także producent filmu)
- Wypadek (1967) jako Charley
- Dziewczyna z pistoletem (1968) jako dr Osborne
- Włoska robota (1969) – producent filmu
- Zorro (1975) jako płk. Huerta